# 実証
| ウィキペディアには「実証」という見出しの百科事典記事はありません（タイトルに「実証」を含むページの一覧/「実証」で始まるページの一覧）。 代わりにウィクショナリーのページ「実証」が役に立つかもしれません。 |